# The Golden Compass
The Golden Compass är ett action-äventyrsspel till Playstation 2, Playstation 3, Playstation Portable, Wii, Xbox 360, Windows och Nintendo DS. Det släpptes under 2007 och är utgivet av Sega.
The Golden Compass är baserad på filmen Guldkompassen från samma år. Spelet innehåller andra scener som inte förekom i filmen.